# Pržno u Vsetína

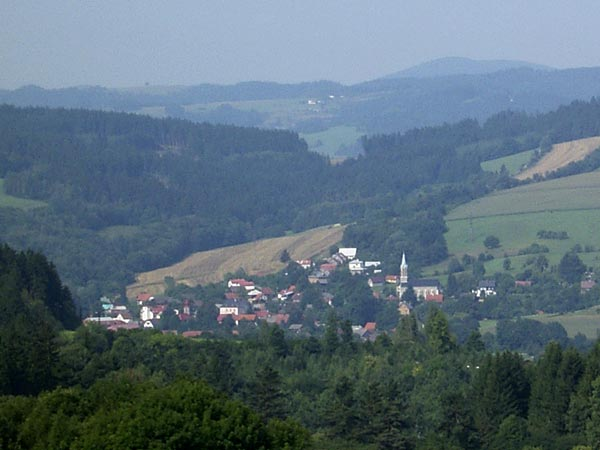
Ortsansicht

Pržno (deutsch Preschno, älter Pirsna) ist eine Gemeinde in der Mährischen Walachei in Tschechien. Sie liegt sieben Kilometer nordwestlich von Vsetín.

## Geographie
Pržno befindet sich am östlichen Fuße der Hosteiner Berge. Das Dorf liegt am linken Ufer der Vsetínská Bečva an der Einmündung der Bäche Paléskový potok und Ulicový potok. Nordöstlich erheben sich die Březina (460 m) und der Pálenisko (571 m), im Osten der Na Vlčici (606 m), südöstlich die Kobyla (467 m), im Süden die Ostrá hora (475 m) und der Křížový (670 m), südwestlich die Páleniska (503 m), im Westen der Václavsko (550 m) sowie nordwestlich der Krbácko (542 m). Östlich von Pržno verläuft rechtsseitig der Vsetínská Bečva auf den Fluren von Jablůnka die Bahnstrecke 280 Hranice – Horní Lideč. Mit Jablůnka verbindet Pržno eine Brücke über die Bečva.
Nachbarorte sind U Kubínků, Straději und U Papežů im Norden, U Matuštíků, U Bohatců, Bystřička und Páleniska im Nordosten, U Papírny und Jablůnka im Osten, Bobrky und Vsetín im Südosten, V Sojném, Borčí, Nivka, Formanka und Semetín im Süden, U Rafaje, Na Hranici und Ratiboř im Südwesten, U Zádolu, U Holáňů, Trojčiny und Kateřinice im Westen sowie U Adama, Krbácko und Mikulůvka im Nordwesten.

## Geschichte

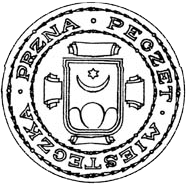
Stadtsiegel von 1724

Das Dorf entstand wahrscheinlich bereits im 13. Jahrhundert im Zuge der großen Kolonisation. Die erste schriftliche Erwähnung von Pirzna erfolgte 1372 im Zusammenhang mit dem bischöflichen Lehnsmann Tyesold de Pirzna. Pirzna bildete den Sitz des gleichnamigen Rittergeschlechts, der Standort ihrer Feste befand sich wahrscheinlich am Platz V zemanském dvoře am Lauf des Baches Paléskový potok. Ab 1410 wurde der Ort als Przna bzw. Pržná bezeichnet. Das Lehngut wurde wahrscheinlich am Übergang des 15. zum 16. Jahrhundert an die Herrschaft Vsetín angeschlossen. Am 24. Juni 1505 wurde Przno in der Olmützer Landtafel bei der Beurkundung des zwei Jahre zuvor erfolgten Verkaufs der Herrschaft Vsetín durch Peter von St. Georgen und Bösing an die fünf Brüder aus der Boleradicer Linie der Herren von Kunstadt erstmals ein Städtchen genannt. Bis 1516 erlebte das um einen regelmäßigen rechteckigen Marktplatz angelegte Städtchen seine wirtschaftliche Blütezeit. Im Jahre 1548 erwarben die Nekeš von Landek die Herrschaft. Zwischen 1567 und 1579 verwaltete Zdeněk Kavka Říčanský auf Brumov als Vormund des minderjährigen Jan Nekeš von Landek die Güter. Der heutige Ortsname Pržno ist seit 1589 belegbar. Zu Beginn des 17. Jahrhunderts wurde von Pržno aus das Mikuluwkatal wiederbesiedelt. 1613 überschrieb die verwitwete Lukrecia Nekešová von Landek die Herrschaft ihrem zweiten Ehemann Albrecht von Waldstein. Dieser trat nach dem Tode seiner Frau wieder in militärische Dienste und übertrug die Verwaltung seiner Herrschaften Václav Štáblovský von Kovalovice. Am 20. August 1618 schenkte Waldstein das Städtchen Pržno und die Mühle an der Mikulůvka Štáblovský für seine außerordentlichen Dienste. Nach dem Ausbruch des Dreißigjährigen Krieges beteiligten sich die Bewohner von Pržno am Walachischen Aufstand. Nachfolgender Besitzer der Herrschaft wurde Zdenko Žampach von Potštejn. Am 14. Mai 1634 verkauften die Herren von Žampach die Herrschaft Vsetín an den Kardinal Péter Pázmány, der eine letztlich erfolglose Rekatholisierung einleitete. Sein Erbe Nikolaus Pázmány de Panasz setzte diesen Kurs fort. Der Einfall der protestantischen Schweden in Mähren führte 1642 zu einer Ausweitung des Walachischen Aufstandes. Dieser wurde 1644 von den kaiserlichen Truppen blutig niedergeschlagen und seine Anführer in Brünn hingerichtet. Am 3. Mai 1652 verkaufte Nikolaus Pázmány die Herrschaft für 96.000 Taler an Georg Illesházy auf Trenčín. Aus dem Jahre 1660 stammt die erste Nachricht über eine Schule. Unter dem Pfarrer Simon Xaver Rochus Nigrini erfolgten 1684 eine Instandsetzung der Kirche und des Pfarrhauses sowie die Einrichtung eines Schulhauses. Die Pfarre in Pržno wurde ab 1700 von den Jesuiten verwaltet, die meisten der Bewohner waren jedoch Protestanten. 1729 erfolgte ein Umbau der Kirche. Aus den Schriften des Rates zu Vsetín ist zu entnehmen, dass Pržno zu Beginn des 18. Jahrhunderts auch die Peinliche Gerichtsbarkeit besaß. Letztmals wurde Pržno 1750 als Städtchen bezeichnet. Im Jahre 1775 bestand Pržno aus 85 Hausnummern und war somit größer als Jablůnka (81 Hausnummern) und Mikulůvka (32 Hausnummern). Nach dem Toleranzpatent entstand 1782 in Pržno ein evangelisches Pfarrhaus und ein Jahr später wurde die evangelische Kirche geweiht. Im Stabilen Kataster von 1829 sind zwei Pfarren, eine Schule und ein Gasthaus erwähnt. Bis zur Mitte des 19. Jahrhunderts blieb Pržno immer zur Herrschaft Vsetín untertänig.
Nach der Aufhebung der Patrimonialherrschaften bildete Pržno ab 1850 eine Gemeinde in der Bezirkshauptmannschaft Meziříčí. Das alte hölzerne Schulhaus wurde 1864 abgebrochen und an seiner Stelle eine katholische Schule aus festem Mauerwerk errichtet. 1885 wurde die Eisenbahn von Mährisch Weißkirchen nach Wsetin eingeweiht und in Jablůnka entstand eine Bahnstation. Zum Ende des 19. Jahrhunderts hielt in Pržno die Korbflechterei für die Möbelindustrie Einzug. Die Gebrüder Thonet ließen dazu auf ihren Gütern bei Jablůnka und Ratiboř Korbweidenplantagen anlegen. Die Freiwillige Feuerwehr gründete sich 1906. Seit 1910 gehört der Ort zum Bezirk Vsetín. Am 2. Juni 1914 fuhr der Besitzer des Gutes Vsetín, Theodor Thonet, erstmals mit einem Automobil nach Pržno und erregte großes Aufsehen. Nachdem die hölzernen Stege über die Bečva wiederholt bei Hochwasser fortgerissen worden waren, erfolgte in den Jahren 1918 bis 1919 der Bau einer Eisenbetonbrücke zwischen Pržno und Jablůnka. 1923 entstand die Bezirksstraße von Jablůnka nach Pržno. 1931 wurde die marode evangelische Schule durch einen Neubau ersetzt. Nach dem Ende des Zweiten Weltkrieges arbeitete ein Teil der Einwohner in der Waffenfabrik Jablůnka und den Industriebetrieben von Vsetín. Zwischen 1985 und 1990 war Pržno nach Jablůnka eingemeindet. Seit 1998 führt die Gemeinde ein Wappen und Banner.

## Gemeindegliederung
Für die Gemeinde Pržno sind keine Ortsteile ausgewiesen. Zu Pržno gehören die Ansiedlungen Krbácko, Straději, U Holáňů, U Kubínků und U Zádolu.

## Sehenswürdigkeiten
- Evangelische Kirche, erbaut 1872 um die alte Kirche aus dem Jahre 1783
- Katholische Kirche Mariä Wiegenfest, errichtet 1886–1889 anstelle eines gotischen Vorgängerbaus von 1525 mit hölzernem Turm
- Barocke Statue des hl. Johannes von Nepomuk, geschaffen 1773 vom Zimmermann Sebastian Hertl aus Meziříčí
- Steinernes Kreuz aus dem Jahre 1793, vor der katholischen Kirche
- Geschützte 300-jährige Linde, an der katholischen Kirche